# Leucandra bleeki
Leucandra bleeki är en svampdjursart som först beskrevs av Ernst Haeckel 1872.  Leucandra bleeki ingår i släktet Leucandra och familjen Grantiidae. Inga underarter finns listade i Catalogue of Life.